# Dubina
Dubina je mjera vertikalne udaljenosti ispod horizontalne ravnine. Visina je sličan pojam, ali iznad horizontalne ravnine. Mjeri se po vertikalnoj osi od početne do željene točke. 
Dubina ima mnogo značenja. U tehnologiji, postoji dubina rupe u odnosu na horizontalnu površinu. U geologiji, mjeri se dubina jame u odnosu na Zemljinu površinu. Dubina mora određuje mjeru vertikalne udaljenosti od površine mora do morskoga dna. Može se mjeriti i dubina posude ili šupljih elemenata (npr. šalice, bazena, bačve, bunara i dr.). Na ljudskom tijelu, postoji npr. pojam dubine rane (površinska ili duboka rana).
U umjetnosti poput književnosti ili filma, postoji pojam dubine ili plitkosti umjetničkoga djela, koji govori o kvaliteti i vrijednosti. Dubina boje je pojam koji označava realnost prikaza boja na digitalnoj fotografiji. U gospodarstvu, dubina proizvodnog programa odnosi se na broj proizvoda u pojedinoj liniji proizvoda. Dubina siromaštva je pojam koji govori o udaljenosti od granice siromaštva. Dubina financijskog tržišta je broj i financijski potencijal kupaca i prodavača koji ulaze na tržište s namjerom da trguju financijskim sredstvima i instrumentima, ako njihova cijena padne ili poraste u odnosu na sadašnju.